# اصغر شریعتی
اصغر شریعتی (زاده ۱۳۵۰) بازیگر تئاتر، سینما و تلویزیون ایران است.

## زندگی‌نامه
اصغر شریعتی در اسفند ماه سال ۱۳۵۰ در تهران زاده شد. در نونهالی به کانون پرورش فکری کودکان و نوجوانان رفته و در کلاس‌های مختلف از جمله نقاشی، خطاطی، مجسمه‌سازی شرکت نموده و آموزشهای اولیه را فراگرفت. بعد از گرفتن دیپلم و اتمام دوران سربازی در اولین دوره پذیرش دانشگاه سوره شرکت کرده و در آنجا زیر نظر رکن‌الدین خسروی تحصیل نمود.

## کارنامه بازیگری

### تئاتر
| سال  | نام نمایش صحنه                                    | سمت                    | نویسنده                                           | کارگردان              | محل اجراء |
| ---- | ------------------------------------------------- | ---------------------- | ------------------------------------------------- | --------------------- | --- |
| ۱۳۷۴ | وراجی                                             | بازیگر                 | دن میگل د سِروانتِس ساآودرا                         | دکتر رکن‌الدین خسروی   | فرهنگسرای بهمن (سازمان فرهنگی هنری شهرداری تهران)                                                                |
| ۱۳۷۴ | نقص                                               | بازیگر                 | دن میگل د سِروانتِس ساآودرا                         | دکتر رکن‌الدین خسروی   | فرهنگسرای بهمن (سازمان فرهنگی هنری شهرداری تهران)                                                                |
| ۱۳۷۴ | سگ آمریکایی                                       | بازیگر                 | دن میگل د سِروانتِس ساآودرا                         | دکتر رکن‌الدین خسروی   | فرهنگسرای بهمن (سازمان فرهنگی هنری شهرداری تهران)                                                                |
| ۱۳۷۵ | سه پنجره از زندگی                                 | بازیگر                 | محمد چرمشیر                                       | علیرضا امینی          | ۱۵ پانزدهمین دوره جشنواره بین‌المللی سراسری تئاتر فجر، تهران                                                      |
| ۱۳۷۶ | آینه گر و دیگران                                  | بازیگر                 | ؟                                                 | کیوان نخعی            | ۱۱ یازدهمین جشنواره بین‌المللی تئاتر دانشگاهی (دانشجوئی)، تهران                                                   |
| ۱۳۷۷ | مترسک                                             | بازیگر                 | اصغر شریعتی                                       | اصغر شریعتی           | جشنواره سراسری نمایش عروسکی کانون پرورش فکری کودکان و نوجوانان٬ فرهنگسرای سرو (سازمان فرهنگی هنری شهرداری تهران) |
| ۱۳۷۸ | ساعت                                              | بازیگر                 | عزیز نسین                                         | نازی نوازانی          | دانشگاه سوره (نام پیشین: مؤسسه آموزش عالی سوره)، تهران                                                           |
| ۱۳۷۹ | سفری برای آرش                                     | بازیگر                 | اسماعیل همتی                                      | دکتر کمال الدین شفیعی | ۱۹ نوزدهمین دوره جشنواره بین‌المللی سراسری تئاتر فجر٬ تالار مولوی، اجرای عمومی در تالار چهارسو، تهران             |
| ۱۳۸۴ | نمایشی کمدی «ارباب پاکروان و نوکرش ماهک خوش سیما» | بازیگر                 | محمدحسین ناصربخت                                  | محمدحسین ناصربخت      | تالار مولوی و تالار سنگلج، تهران                                                                                 |
| ۱۳۸۵ | هتل ایران                                         | بازیگر                 | افشین هاشمی                                       | افشین هاشمی           | تئاترشهر- تالار نو، تهران                                                                                        |
| ۱۳۸۵ | غروب یک روز پائیزی                                | بازیگر                 | حسین محب‌اهری                                      | حسین محب‌اهری          | اداره تئاتر، فرهنگسرای ارسباران (هنر)(سازمان فرهنگی هنری شهرداری تهران)                                          |
| ۱۳۸۵ | یک شب کوتاه                                       | بازیگر                 | حمید جوکار                                        | نسیم ادبی             | ۵ پنجمین جشنواره سراسری تئاتر بانوان، تالار مولوی، تهران                                                         |
| ۱۳۸۵ | غریب توس                                          | بازیگر                 | کیوان نخعی                                        | کیوان نخعی            | ۵ پنجمین جشنواره سراسری تئاتر رضوی، سالن شماره ۲ دو تئاتر شهر، تهران                                             |
| ۱۳۸۶ | لاک‌پشت                                            | بازیگر                 | حسین محب‌اهری                                      | حسین محب‌اهری          | فرهنگسرای ارسباران (هنر)(سازمان فرهنگی هنری شهرداری تهران)                                                       |
| ۱۳۸۸ | نمایش طنز و موزیکال «سرتو بدزد رفیق»              | بازیگر                 | حمیدرضا طوبائی                                    | حمیدرضا طوبائی        | سینما تئاتر کانون و سینما چاپلین فرهنگسرای بهمن (تهیه‌کننده: حوزه هنری)                                           |
| ۱۳۹۰ | «بیژن و منیژه» و «رستم و سهراب»                   | بازیگر                 | رسول نجفیان (برگرفته از داستان‌های شاهنامه فردوسی) | رسول نجفیان           | فرهنگسرای نیاوران (وزارت فرهنگ و ارشاد اسلامی) و تالار وحدت، تهران                                               |
| ۱۳۹۰ | عروسی خان مظفر (چهارصندوقه)                       | بازیگر                 | محمدحسین ناصربخت                                  | کیوان نخعی            | ۱۵ پانزدهمین جشنواره بین‌المللی نمایش‌های آیینی سنتی، تهران                                                        |
| ۱۳۹۰ | تربت                                              | بازیگر                 | صادق عاشورپور                                     | اصغر شریعتی           | ۲ دومین جشنواره بین‌المللی تئاتر دینی ”صاحبدلان”، تهران                                                           |
| ۱۳۹۰ | کین سهراب – خون سیاوش                             | بازیگر                 | صادق عاشورپور                                     | صادق عاشورپور         | اداره تئاتر، ۳۰ سی امین جشنواره بین‌المللی تئاتر فجر، تهران                                                       |
| ۱۳۹۰ | نمایشنامه خوانی پالتو                             | بازیگر- نمایشنامه خوان | پرویز تأئیدی                                      | پرویز تأئیدی          | تالار فریدون ناصری خانه هنرمندان ایران، تهران                                                                    |
| ۱۳۹۰ | آی کچلا                                           | بازیگر                 | صادق عاشورپور                                     | صادق عاشورپور         | ۱۵ شانزدهمین جشنواره بین‌المللی نمایش‌های آیینی سنتی، تالار سنگلج، تهران                                           |

### سینما
| سال  | نام                          | سمت          | نویسنده                 | کارگردان            | مدت فیلم     | توضیحات |
| ---- | ---------------------------- | ------------ | ----------------------- | ------------------- | ------------ | ------- |
| ۱۳۷۵ | مسافر جنوب                   | بازیگر       | پرویز شهبازی            | پرویز شهبازی        | پرویز شهبازی |         |
| ۱۳۸۳ | ۹۰ دقیقه                     |              | ۱۳۸۳                    | خیلی دور خیلی نزدیک | بازیگر       |         |
| ۱۳۸۶ | رضا میرکریمی و محمدرضا گوهری | رضا میرکریمی | ۱۳۰ دقیقه               | ۱۳۸۶                | زخم شانه حوا |         |
| ۱۳۸۷ | بازیگر                       | حسین قناعت   | حسین قناعت              | ۹۰ دقیقه            | ۱۳۸۷         |         |
| ۱۳۹۱ | به هدف شلیک کن               | بازیگر       | سامان سالور و مجید بلون | محمد کتیرایی        | ۹۰ دقیقه     |         |

### تلویزیون (مجموعه تلویزیونی)

#### تله تئاتر تلویزیونی
| سال  | نام                      | سمت    | نویسنده     | کارگردان هنری | توضیحات |
| ---- | ------------------------ | ------ | ----------- | ------------- | --- |
| ۱۳۸۶ | «افسانه‌های جاودان ایران» | بازیگر | رسول نجفیان | رسول نجفیان   | کارگردان تلویزیونی: «مسعود فروتن»، این مجموعه در دو بخش «شاهنامه» و «قصه‌های مثنوی» و در ۱۰ قسمت ۶۰ دقیقه ای تهیه شده بود. برخی از بخش‌های شاهنامه ای این تله تئاتر عبارت بودند از: «سیاوش در آتش»، «بیژن و منیژه»، «رستم و سهراب»، «زال و سیمرغ»، «زال و رودابه» و «مرگ سیاوش» |
| ۱۳۹۰ | حدیث عشق                 | بازیگر | ؟           | کریم سرخوش    | |

#### تله فیلم تلویزیونی
| سال  | نام                                                         | سمت    | کارگردان          | مدت      | تهیه‌کننده                    | توضیحات                                           |
| ---- | ----------------------------------------------------------- | ------ | ----------------- | -------- | ---------------------------- | ------------------------------------------------- |
| ۱۳۷۷ | فراسوی شک (فیلم کوتاه داستانی شبهای اعتکاف)                 | بازیگر | اکبر حُر           | ۹۰ دقیقه |                              | پخش از شبکه ۱                                     |
| ؟    | آن سوی سپیده دم                                             | بازیگر | مهدی رزاقی        |          |                              |                                                   |
| ۱۳۸۹ | بلور باران                                                  | بازیگر | شاهد احمد لو      |          | حسین طاهری                   | محصول سیما فیلممجری طرح: مؤسسه فیلم‌سازی زلال فیلم |
| ۱۳۸۹ | در اعماق خطوط                                               | بازیگر | محمدصادق بکتاشیان | ۹۶ دقیقه | علی‌اکبر بکتاشیان             | مرکز یزد                                          |
| ۱۳۹۰ | مروارید سیاه                                                | بازیگر | سید محسن یوسفی    | ۷۸ دقیقه | مهدی رزاقی                   | مرکز مازندران                                     |
| ۱۳۹۱ | دسر توت فرنگی                                               | بازیگر | محمدرضا حاجی باشی | ۸۷ دقیقه | محمدهادی پروین               | گروه اجتماعی مرکز سیمافیلم                        |
| ۱۳۹۱ | برنامه تا خوشبختی راهی نیست (مستند روانشناسی در چندین قسمت) | بازیگر | ؟                 |          | حمیدرضا اردلان (بعلاوه طراح) | شبکه ۴                                            |

#### سریال (مجموعه) تلویزیونی
| سال  | نام سریال                            | سمت    | کارگردان           | تهیه‌کننده (گان)      | نویسنده (گان)                                 | پخش کننده(شبکه اصلی) |
| ---- | ------------------------------------ | ------ | ------------------ | -------------------- | --------------------------------------------- | -------------------- |
| ۱۳۷۸ | شب‌زدگان                              | بازیگر | امیرحسین قهرائی    |                      |                                               |                      |
| ؟    | ریشه در زمان                         | بازیگر |                    |                      |                                               |                      |
| ۱۳۸۸ | مسافر زمان ۲                         | بازیگر | مسعود نوابی        | ذبیح‌الله اجاقلو      | در ۲۰ قسمت در گروه تاریخ شبکه ۲ سیما تولید شد |                      |
| ۱۳۸۸ | در چشم باد (هر قسمت حدود ۵۰ دقیقه)   | بازیگر | مسعود جعفری جوزانی | [ ۲ ]                | مسعود جعفری جوزانی                            |                      |
| ۱۳۸۸ | قهوه تلخ (۴۰ دقیقه)فرمت: طنز، تاریخی | بازیگر | مهران مدیری        | مجید و حمید آقاگلیان | امیرمهدی ژوله و خشایار الوند                  |                      |
| ۱۳۸۹ | مختارنامه                            | بازیگر | داود میرباقری      | سیمافیلم             | داود میرباقری                                 | شبکه ۱               |
| ۱۳۹۱ | دست بالای دست                        | بازیگر | محسن یوسفی         | مجید مولایی          |                                               | شبکه ۳               |
| ۱۳۹۲ | سیگنال وارونه                        | بازیگر | کرامت پور شهسواری  |                      |                                               | شبکه ۱               |
| ۱۳۹۲ | معمای شاه                            | بازیگر | محمدرضا ورزی       |                      |                                               |                      |